# ソニックラビリンス
『ソニックラビリンス』は、セガ・エンタープライゼスが1995年11月17日に発売したゲームギア用のアクションゲーム。

## 概要
プレイヤーはソニックを操作してバッドニクを穴に落とし、ゴールまでのかぎを手に入れ得る。このゲームでソニックが使える能力はスピンダッシュであるため、ピンボールのようでもある。

## キャラクター
ソニック
Dr.エッグマン

### 敵キャラ
ペッペペ
トリリ
フラワワ
プヨヨ
オトト
カブトト
ヤドカカ
タココ
キババ
ムカカ
アロロ
ニョロロ
ペロロ
ロボトト
ガイココ
カププ
ドラゴゴ

### ボス
メカゴリラ
カニパール
ニードルマン
スマイリー・ボム

## 移植
2003年発売のソニックアドベンチャーDX（GC、Win）、2004年発売のソニック メガコレクション プラス（PS2、Xbox）に収録された。